# Camponotus tenuiscapus
Camponotus tenuiscapus är en myrart som beskrevs av Julius Roger 1863. Camponotus tenuiscapus ingår i släktet hästmyror, och familjen myror. Inga underarter finns listade.